# パッキン (タイ料理)
パッキン（タイ語: ผัดขิง  、発音 [pʰàt kʰǐŋ] ;ラーオ語: ຜັດຂີງ  ）は、タイやラオスで広く食べられている炒め物料理。中華料理の影響を受けている。
カイパッキン（ไก่ผัดขิง）は、鶏肉の炒め物にキノコやピーマンなどのさまざまな野菜を入れたものであるが、鶏肉以外の肉を使用することや、鶏砂肝が代用されることもある。パッキンの味付けにおいて決め手となる食材は薄切りされた生姜（「キン」）であり、この料理の味を多大に特徴づけている。また生姜の他にも醤油や玉ねぎもこの料理における重要な材料である。白飯につけるおかずとして食べられている。